# С-25 (подводная лодка)
С-25— советская дизель-электрическая торпедная подводная лодка серии IX-бис-2, тип С — «Средняя» времён Второй мировой войны. Вошла в строй после окончания войны, входила в состав Тихоокеанского флота, в 1955 году передана ВМС Китая, прослужила до 1963 года.

## История строительства
С-25 заложена 25 июня 1940 года на заводе № 112 «Красное Сормово» в Горьком под заводским номером 298. Спущена на воду 2 мая 1941 года. Начало Великой Отечественной войны С-25 встретила в достройке, была законсервирована. В 1945—1947 годах достроена на «Красном Сормово» по проекту IX-бис-2, получив ряд усовершенствований.

## История службы
Осенью 1947 года по внутренним водным путям переведена на Северный флот для прохождения испытаний и ввода в строй. 13 ноября прибыла в Полярный, 29 марта 1948 года вошла в строй, 9 мая зачислена в состав Северного флота, вошла в состав 5-го дивизиона Бригады подводных лодок.
Летом 1950 года прошла предпоходовый ремонт на судоремонтном заводе в посёлке Роста. В августе-сентябре 1950 года С-23 вместе с однотипными подводными лодками С-25 и С-26 в составе второй группы экспедиции особого назначения ЭОН-49 перешла Северным морским путём на Дальний Восток. 21 сентября 1950 года вошла в состав 7-го ВМФ, зачислена в состав 3-й бригады подводных лодок Сахалинской военной флотилии, базировалась на Советскую Гавань. С августа 1951 года базировалась на Камчатке, в бухте Тарья. С ноября 1952 по апрель 1953 года прошла текущий ремонт в месте базирования, с ноября 1953 по июнь 1954 года прошла средний ремонт во Владивостоке с подготовкой к передаче ВМС НОАК.
6 июня 1955 года С-25 официально исключена из состава ВМФ СССР в связи с передачей ВМС Народно-освободительной армии Китая. В июне 1955 года лодка в составе отряда кораблей, включавшем однотипную ПЛ С-24, две ПЛ типа «Малютка» и два эсминца проекта 7 («Решительный» и «Ретивый»), перешла из Владивостока в Циндао.
В Циндао С-25 была передана китайскому экипажу, советский экипаж был расформирован 6 июля 1955 года. Далее до 1963 года лодка служила в составе ВМС НОАК под названием 新中國14號 («Новый Китай» № 14) и бортовым номером «424». Впоследствии была утилизирована.

## Командиры
- 1947—1949: С. А. Лысов;
- 1949—1955: И. Я. Пеккер.